# 素白陈公祠
素白陈公祠是一座位于深圳市宝安区的家族祠堂建筑，始建于清代中期，也是中共宝安县第一次党代会的召开地。该建筑现已列为深圳市文物保护单位，原址改建为中共宝安县第一次党代会会址纪念馆。

## 概况
素白陈公祠始建于清代，为两进三开间一天井两廊庑布局，面阔11.6米，进深18.4米，占地面积约213.4平方米。建筑为砖木石结构，清水砖墙，条石砌墙角；前后两堂均为硬山两面坡屋顶，其中前堂为船形脊，后堂为博古脊。
1928年2月23日，中共宝安县委在此召开第一次党员代表大会。

## 保护
- 1999年3月29日，深圳市宝安区人民政府公布为宝安区文物保护单位
- 2021年7月4日，深圳市人民政府公布为深圳市重点文物保护单位
- 2024年12月，更名为中共宝安县第一次党代会会址博物馆

## 外部资源
- 中共宝安县第一次党代会会址纪念馆官方网站